# NCSM Robert Hampton Gray (NPEA 435)
Le NCSM Robert Hampton Gray (NPEA 435) est le sixième patrouilleur hauturier de classe Harry DeWolf de la Marine royale canadienne. La classe est dérivée du projet de navire de patrouille extracôtier de l’Arctique (NPEA) dans le cadre de l’Approvisionnement national en matière de construction navale et est principalement conçue pour la patrouille et le soutien dans les régions arctiques du Canada. Il s’agit normalement du dernier NPEA de la Marine royale canadienne à être construit et il sera suivi de deux autres navires non armés de la Garde côtière canadienne.

## Conception et construction
Le choix de construire le sixième navire de la série a été fait en novembre 2018 lorsque le navire a été commandé. Il est nommé en l’honneur du lieutenant Robert Hampton Gray de la Marine royale canadienne, le dernier Canadien à recevoir la Croix de Victoria pendant la Seconde Guerre mondiale. La cérémonie de découpe de la première tôle d’acier du Robert Hampton Gray, marquant début de la construction du navire, a été organisée en août 2022. La quille a été posée le 21 août 2023 et le navire a été lancé le 9 décembre 2024,. Les essais en mer sont d’ores et déjà planifiés, avec une mise en service prévue pour août 2025.[réf. nécessaire]